# Ronde de Montauroux
La Ronde de Montauroux est une course cycliste française disputée au mois de mars à Montauroux, dans le département du Var. Créée en 1968, elle est organisée par l'ES Montauroux. 

## Histoire
Les éditions de 1968 à 1983 sont disputées par des coureurs professionnels. Des cyclistes de renom s'y sont imposés comme Joop Zoetemelk ou Pascal Simon.
L'Étoile Sportive de Montauroux relance l'épreuve en 2010 dans le calendrier régional. 

## Palmarès
| Année                  | Vainqueur          | Deuxième                 | Troisième                 |
| ---------------------- | ------------------ | ------------------------ | ------------------------- |
| Course professionnelle |                    |                          |                           |
| 1968                   | Jean Jourden       | Maurice Izier            | Christian Robini          |
| 1969                   | René Grelin        | Gilbert Bellone          | Francis Campaner          |
| 1970                   | Paul Gutty         | Jean-Claude Theillière   | Jean Dumont               |
| 1971                   | Serge Guillaume    | Gérard Moneyron          | Alain Santy               |
| 1972                   | Christian Blain    | Mariano Martinez         | Joël Millard              |
| 1973                   | Charles Rouxel     | Enzo Mattioda            | Daniel Ducreux            |
| 1974                   | André Doyen        | Cees Bal                 | René Grelin               |
| 1975                   | Jean Chassang      | Antonio Martos           | Gerrie Knetemann          |
| 1976                   | Bernard Bourreau   | Antoine Gutierrez        | Guy Leleu                 |
| 1977                   | Wladimiro Panizza  | Joseph Jacobs            | Walter Planckaert         |
| 1978                   | Joop Zoetemelk     | Alain Meslet             | Pierre-Raymond Villemiane |
| 1979                   | Pascal Simon       | Alan van Heerden         | Klaus-Peter Thaler        |
| 1980                   | Alf Segersäll      | Paul Jesson              | Raymond Martin            |
| 1981                   | Silvano Contini    | Pascal Simon             | Pierre-Raymond Villemiane |
| 1982                   | Gilbert Glaus      | Peter Kehl (de)          | Hubert Seiz               |
| 1983                   | René Bittinger     | Marcel Russenberger (it) | Jean-François Chaurin     |
| 1984-2009              | Non disputé        |                          |                           |
| Course régionale       |                    |                          |                           |
| 2010                   | Raphaël Vérini     | Renaud Pioline           | Yohan Cauquil             |
| 2011                   | Jelle Lugten       | Matthieu Converset       | Pierre Drubay             |
| 2012                   | Thomas Miquel      | Thomas Rostollan         | Christophe Laporte        |
| 2013                   | Non disputé        |                          |                           |
| 2014                   | Denis Delon        | Matteo Draperi           | Thomas Miquel             |
| 2015                   | Samy Aurignac      | Martin Fanger            | Massimiliano Barbero      |
| 2016                   | Reto Indergand     | Robin Meyer              | Jérémy Defaye             |
| 2017                   | Lars Forster       | Jérémy Defaye            | Reto Indergand            |
| 2018                   | Leonardo Bonifazio | Luca Ferrario            | Robin Baze                |
| 2019                   | Jonathan Couanon   | Guillaume Hutin          | Harrison Wood             |
| 2020                   | Ádám Karl          | Alexis Roche             | Marc Mehagnoul            |